# 2011 en photographie
| Années de la photographie : 2008 - 2009 - 2010 - 2011 - 2012 - 2013 - 2014    |
| Décennies de la photographie : 1980 - 1990 - 2000 - 2010 - 2020 - 2030 - 2040 |

Cet article présente les faits marquants de l'année 2011 en photographie.

## Événements
- novembre : la firme japonaise Sony commercialise le Sony Alpha NEX-7, un appareil photographique hybride semi-professionnel de monture E.

## Photographies notables

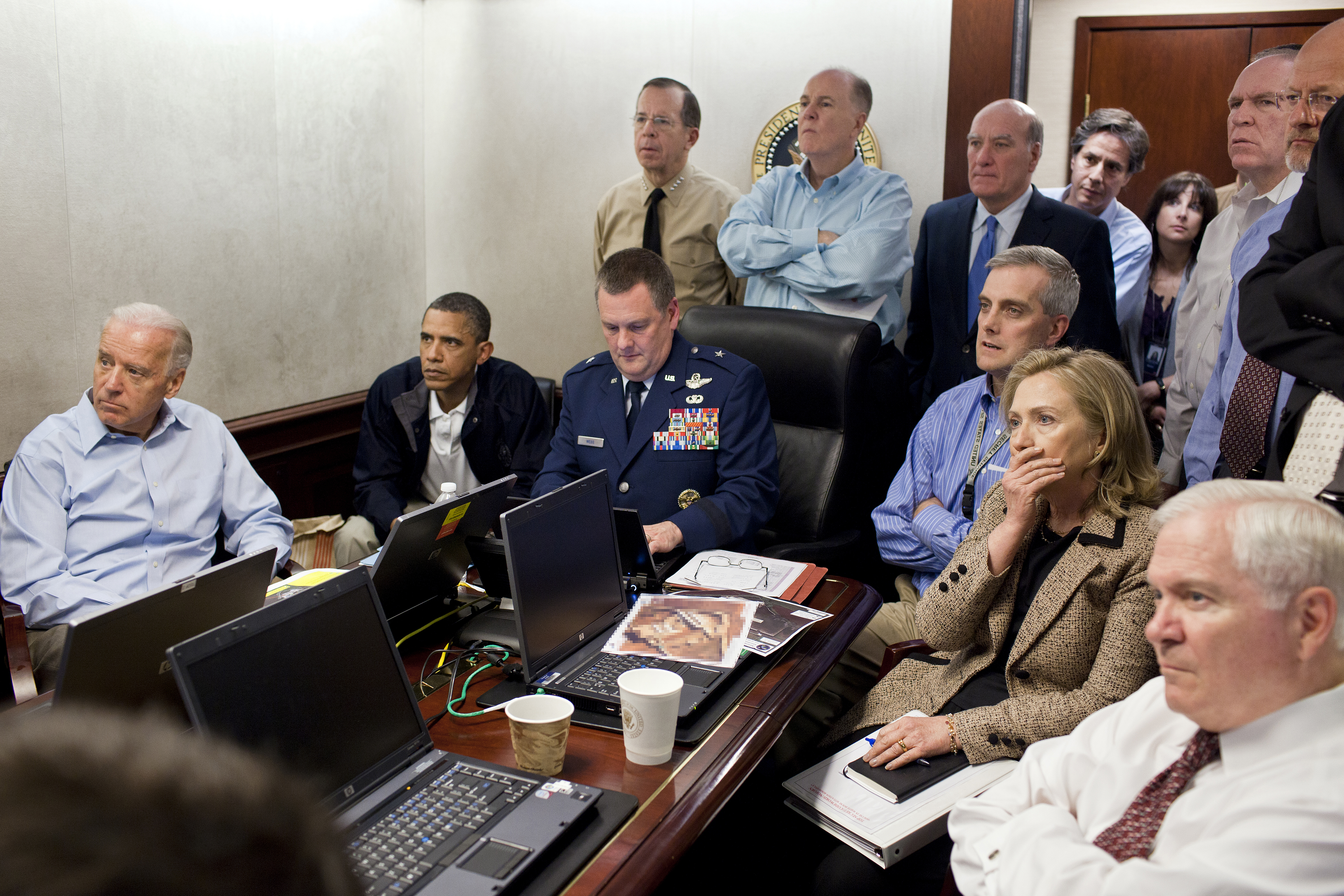
Pete Souza, The Situation Room.

- 12 mars : Tadashi Okubo, La Pleureuse d'Ishinomaki, photographie prise au lendemain du séisme et du tsunami qui ont frappé l'est du Japon et publiée dans le journal Yomiuri shinbun[1].
- Pete Souza, The Situation Room : photographie prise le 1er mai dans la salle de crise de la Maison-Blanche (Situation Room), montrant le président des États-Unis, Barack Obama, et l'équipe de sécurité nationale recevant les informations en direct de l'opération « Neptune's Spear » qui a conduit à la mort d'Oussama ben Laden.

## Livres de photographies
- 100 photos pour la liberté de la presse. Izis, Paris, Reporters sans frontières, 142 p. •  (ISBN 978-2-36220007-6)[2].

## Expositions
- 7 février - 13 mars : Carlos Pérez Siquier, La Chanca, todo un barrio, Instituto de Estudios Almerienses, Musée d'Almeria[3].
- 9 mars - 4 avril : Antanas Sutkus, Le Château d'eau,  Toulouse[4].
- 20 mars - 31 juillet : Lewis Baltz, Prototypes/Ronde de Nuit, National Gallery of Art, Washington.
- 6 avril - 22 août : A hard, Merciless Light. The Worker Photography Movement, 1926-1939, Musée national centre d'art Reina Sofía, Madrid ; le catalogue de l'exposition obtient en 2012 le Prix de la publication Infinity Award.
- 24 mai - 25 septembre : Claude Cahun, Jeu de Paume, Paris.
- 26 mai - 5 septembre : Boris Mikhailov, Case History, Museum of Modern Art (MoMA), New York[5].
- 27 mai - 27 août : Eugène Atget, El viejo Paris, Fundacion Mapfre, Barcelone.
- 17 juin - 30 octobre : Brassaï en Amérique, 1957, Pavillon populaire, Montpellier.
- 17 juin - 2 octobre : Robert Mapplethorpe, Fotografiska, Stockholm.
- 29 juin - 25 septembre : 
  - Jane Evelyn Atwood, Photographies 1976-2010, Maison européenne de la photographie, Paris.
  - Xavier Lambours. XL, Maison européenne de la photographie, Paris.
- 2 juillet - 11 septembre : Liu Bolin. The Invisible Man, Fotografiska, Stockholm.
- 18 octobre - 5 février 2012 : Diane Arbus, Jeu de Paume, Paris[6].
- 27 octobre - 21 janvier 2012 : Hélène Grindat. Photographies, Maison de la photographie Robert-Doisneau, Gentilly[7],[8].
- 12 novembre - 22 janvier 2012 : Hedi Slimane. California Song, Museum of Contemporary Art (MOCA), Los Angeles[9],[10].
- 26 novembre - 20 mai 2012 : Photographies à l’œuvre. La reconstruction des villes françaises (1945-1958), Jeu de Paume, Paris[11].
- Mitch Epstein : American power, Fondation Henri-Cartier-Bresson, Paris[12].

## Festivals
- 109e congrès de la Fédération photographique de France à Gradignan, 2-4 juin 2011
- 42e Rencontres d'Arles, 4 juillet - 18 septembre 2011
- Visa pour l'image à Perpignan, 27 août - 11 septembre 2011
- 73e congrès de la Photographic Society of America à Colorado Springs, 18-24 septembre 2011
- Salon de la photo, Paris, 6-10 octobre 2011
- Paris Photo, 10-13 novembre 2011
- 15e Festival international de la photo animalière et de nature de Montier-en-Der, 17-20 novembre 2011

## Prix et récompenses
- World Press Photo de l'année : Jodi Bieber.
- Prix Niépce : Guillaume Herbaut.
- Prix Nadar : Jean-Christian Bourcart, Camden, Marseille, Éditions Images en Manœuvres, 144 p.  (ISBN 978-2-84995-203-0).
- Prix Arcimboldo : Alexis Cordesse
- Prix Henri-Cartier-Bresson : Vanessa Winship (Angleterre), pour son projet Là-bas : une odyssée américaine.
- Prix Marc Ladreit de Lacharrière – Académie des beaux-arts : Françoise Huguier[13], pour son projet Vertical / Horizontal, Intérieur / Extérieur
- Prix HSBC pour la photographie : Alinka Echeverria et Xiao Zhang.
- Prix Bayeux-Calvados des correspondants de guerre à Yuri Kozyrev[14] (Noor) pour Dépêches de Libye– Libye - février mars 2011
- Grand Prix Paris Match du photojournalisme à ?
- Prix Carmignac Gestion du photojournalisme à ?
- Prix Roger-Pic à Christian Lutz  pour sa série intitulée Tropical gift
- Prix Pierre et Alexandra Boulat : non attribué
- Prix Canon de la femme photojournaliste à ?
- Prix Picto à Diane Sagnier
- Prix Tremplin Photo de l'EMI à ?
- Prix Voies Off à Sanne Peper

- Prix Erich-Salomon à Heidi et Hans-Jürgen Koch
- Prix culturel de la Société allemande de photographie à Klaus Honnef
- Prix Oskar-Barnack à Jan Grarup, (Danemark)
- Leica Newcomer Award : Jing Huang ( Chine), pour sa série Pure of Sight
- Création du Prix Leica Hall of Fame par la firme Leica.  Premier lauréat : Steve McCurry
- Prix Hansel-Mieth à ?

- Prix national de portrait photographique Fernand-Dumeunier à ?

- Prix du duc et de la duchesse d'York à Scott Conarroe
- Prix Paul-Émile-Borduas à Gilles Mihalcean

- Prix national de la photographie (Espagne) à ?

- Prix Ansel-Adams à Ian Shive
- Prix Inge Morath à ?
- Prix Arnold-Newman pour les nouvelles orientations du portrait photographique à Jason Larkin
- Prix Robert Capa Gold Medal à ?
- Prix W. Eugene Smith à Krisanne Johnson[15] pour I Love You Real Fast
- Prix Pulitzer
  - Catégorie « Feature Photography » à Barbara Davidson
  - Catégorie « Breaking News » à
- Infinity Awards
  - Prix pour l'œuvre d'une vie à ?
  - Prix Cornell-Capa à Ruth Gruber
  - Prix de la publication Infinity Award à ?
  - Infinity Award du photojournalisme à ?
  - Infinity Award for Art à ?
  - Prix de la photographie appliquée à ?
- Prix Higashikawa
  - Photographe japonais à ?
  - Photographe étranger à ?
  - Photographe espoir à ?
  - Prix spécial à ?
- Prix Ihei Kimura à ?
- Prix Ken Domon à ?
- Centenary Medal de la Royal Photographic Society à Terry O'Neill
- Prix international de la Fondation Hasselblad à Walid Raad
- Prix suédois du livre photographique à Maria Miesenberger pour Sverige/Schweden
- Prix Lennart Nilsson à Nancy Kedersha
- Prix Lennart af Petersens à Leif Claesson
- Prix Pictet à Mitch Epstein
- Photographe Swiss Press de l'année à Christian Lutz

## Décès
- 13 janvier : Ulli Kyrklund, photographe finlandaise, né le 19 septembre 1927.
- 17 janvier (tué lors d'un reportage pendant la révolution tunisienne) : Lucas Dolega, photojournaliste franco-allemand, mort le 19 août 1978.
- 18 janvier : Milton Rogovin, photographe américain, né le 30 décembre 1909.
- 2 février : Koen Wessing, photographe néerlandais, né le 26 janvier 1942.
- 12 février : Gérard Castello-Lopes, photographe portugais, un des représentants de la photographie humaniste, né le 6 août 1925.
- 12 avril : Miroslav Tichý, peintre et photographe tchèque, né le 20 novembre 1926.
- 20 avril (tués lors d'un reportage pendant la première guerre civile libyenne) : 
  - Tim Hetherington, correspondant de guerre et photojournaliste britannico-américain, né le 5 décembre 1970.
  - Chris Hondros, journaliste et photographe de guerre américain, né le 14 mars 1970.
- 5 mai : John Max, photographe canadien, né le 23 septembre 1936.
- 11 juin : Louis Fattal, photographe portraitiste français d'origine libanaise, né le 8 février 1924.
- 17 juin : Serge Korniloff, photographe français, né le 14 mai 1945.
- 11 juillet : Nicolas Treatt, photographe français d’origine russe, spécialisé dans la photographie de théâtre, né le 30 avril 1927.
- 20 juillet : Christian Vaisse, photographe français, né le 30 juillet 1947.
- 19 août : Margit Ekman, photographe finlandaise, née le 25 février 1919.
- 13 septembre : Arno Fischer, photographe et professeur d'université allemand, né le 14 avril 1941.
- 5 octobre : Gökşin Sipahioğlu, photographe de guerre, directeur d'agence de presse et grand reporter turc, fondateur de l'agence Sipa Press, né le 28 décembre 1926[16].
- 22 décembre : Madeleine de Sinéty, photographe franco-américaine, née le 13 septembre 1934.
- 27 décembre : Barbara Brändli, photographe suisse, qui a contribué au développement de la photographie anthropologique et de la photographie sud-américaine contemporaine, née le 21 novembre 1932.

## Célébrations
Centenaire de naissance
- Marcel Cerf
- Lucienne Chevert
- Olive Cotton
- Max Dupain
- Ei-Q
- Eliot Elisofon
- Gene Fenn
- Roelof Frankot
- Shihachi Fujimoto
- Philippe Gaussot
- Ruth Gruber
- Juan Guzmán
- Izis
- Elsbeth Juda
- Joe Rosenthal
- Zofia Rydet
- Maryam Şahinyan
- Kōji Satō
- David Seymour
- Brett Weston
- Ylla

Centenaire de décès
- Alexandre Bougault
- Charles-Édouard Hocquard
- Dominique Roman
- Clément Sans
- Baron Raimund von Stillfried

Bicentenaire de naissance
- Jean-Baptiste Alary
- Marie-Alexandre Alophe
- Charles Aubry
- Adolphe Dallemagne
- John William Draper
- Claude-Marie Ferrier (de)
- Samuel Heer
- Israël Kiek
- Vittorio della Rovere
- Albert Southworth
- Constance Fox Talbot
- Jean Nicolas Truchelut

Bicentenaire de décès
- Gilles-Louis Chrétien